# Opel RAK2

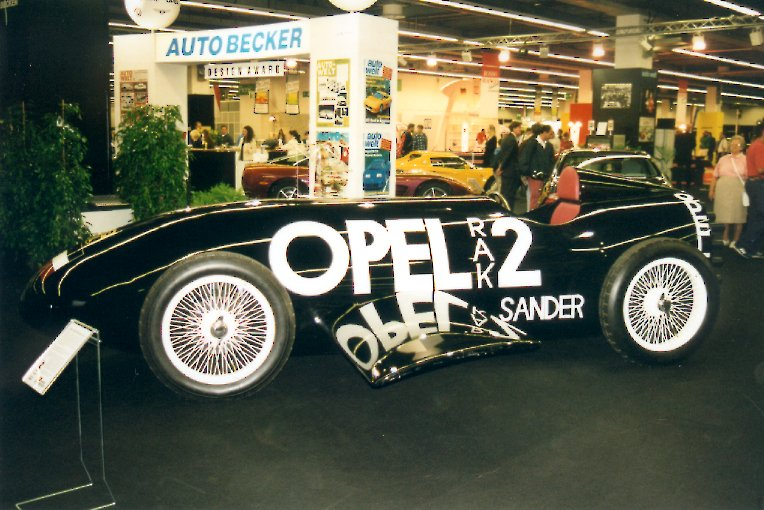
Opel RAK2

Der Opel RAK2 ist das zweite raketengetriebene Fahrzeug des deutschen Automobilherstellers Opel.

## Geschichte
Nach den erfolgreichen Tests und der Vorführung des Opel RAK1 im April 1928 gab Fritz von Opel einen leistungsfähigeren Raketenwagen für eine große Präsentation auf der Berliner AVUS in Auftrag. Der Opel RAK2 entstand aus der Zusammenarbeit von Fritz von Opel, Max Valier und Friedrich Wilhelm Sander und wurde von dem Opel-Ingenieur und Testfahrer Kurt C. Volkhart entwickelt. 
„Raketenfritz“ Fritz von Opel pilotierte diesmal den Wagen selbst und es gelang ihm, mit dem Fahrzeug am 23. Mai 1928 mit 238 km/h einen neuen Geschwindigkeitsweltrekord aufzustellen.

## Technik Opel RAK2
Das Versuchsfahrzeug wurde von 24 Feststoffraketen angetrieben, die im Heck montiert waren und 120 Kilogramm Treibladung enthielten. Das Chassis bildete ein Opel-Personenwagen Modell 80, große seitliche Stabilisierungsflügel sorgten für ausreichenden Anpressdruck.

## Opel RAK2 Bilder

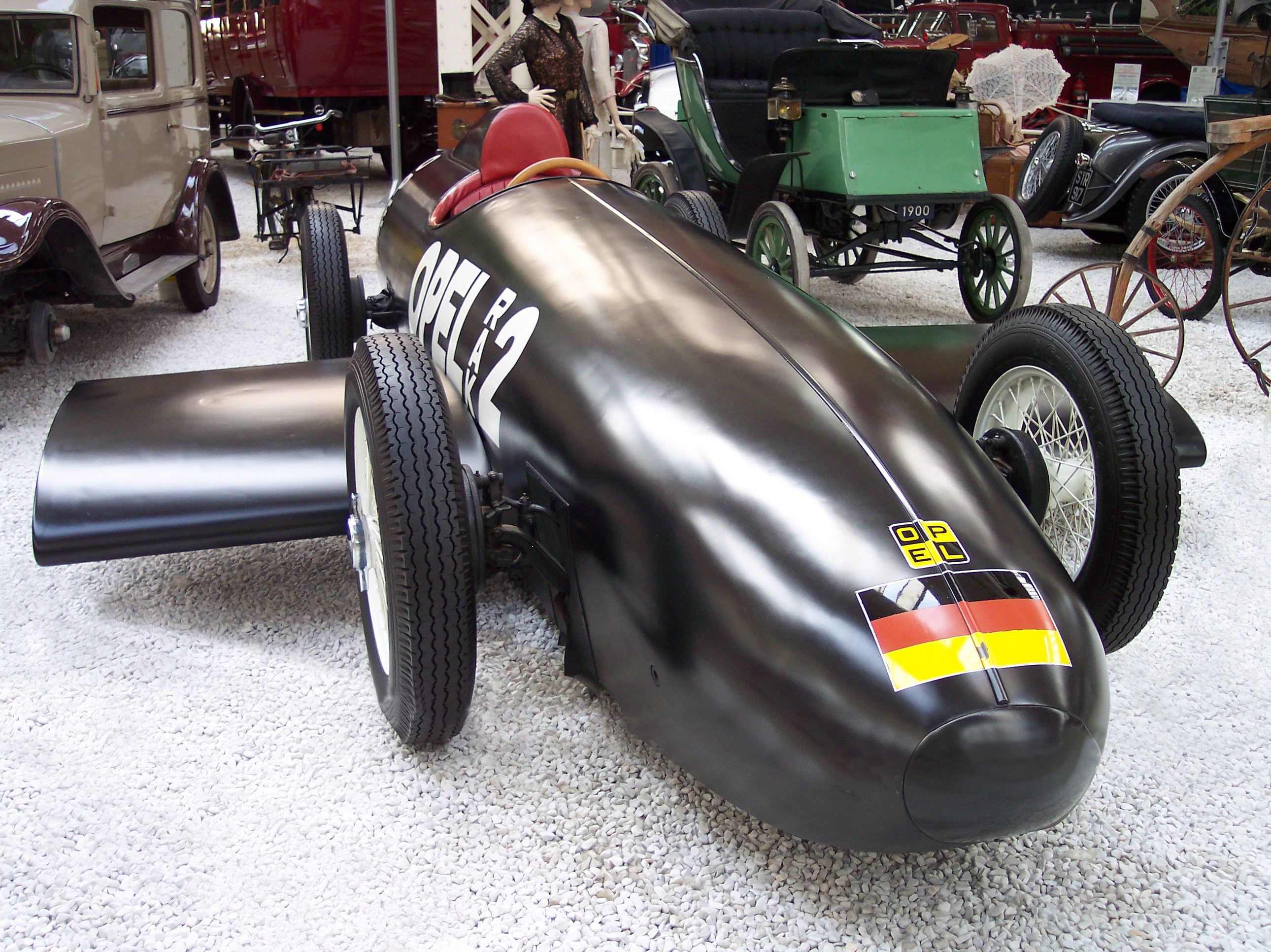
Opel RAK2 im Technik-Museum Speyer
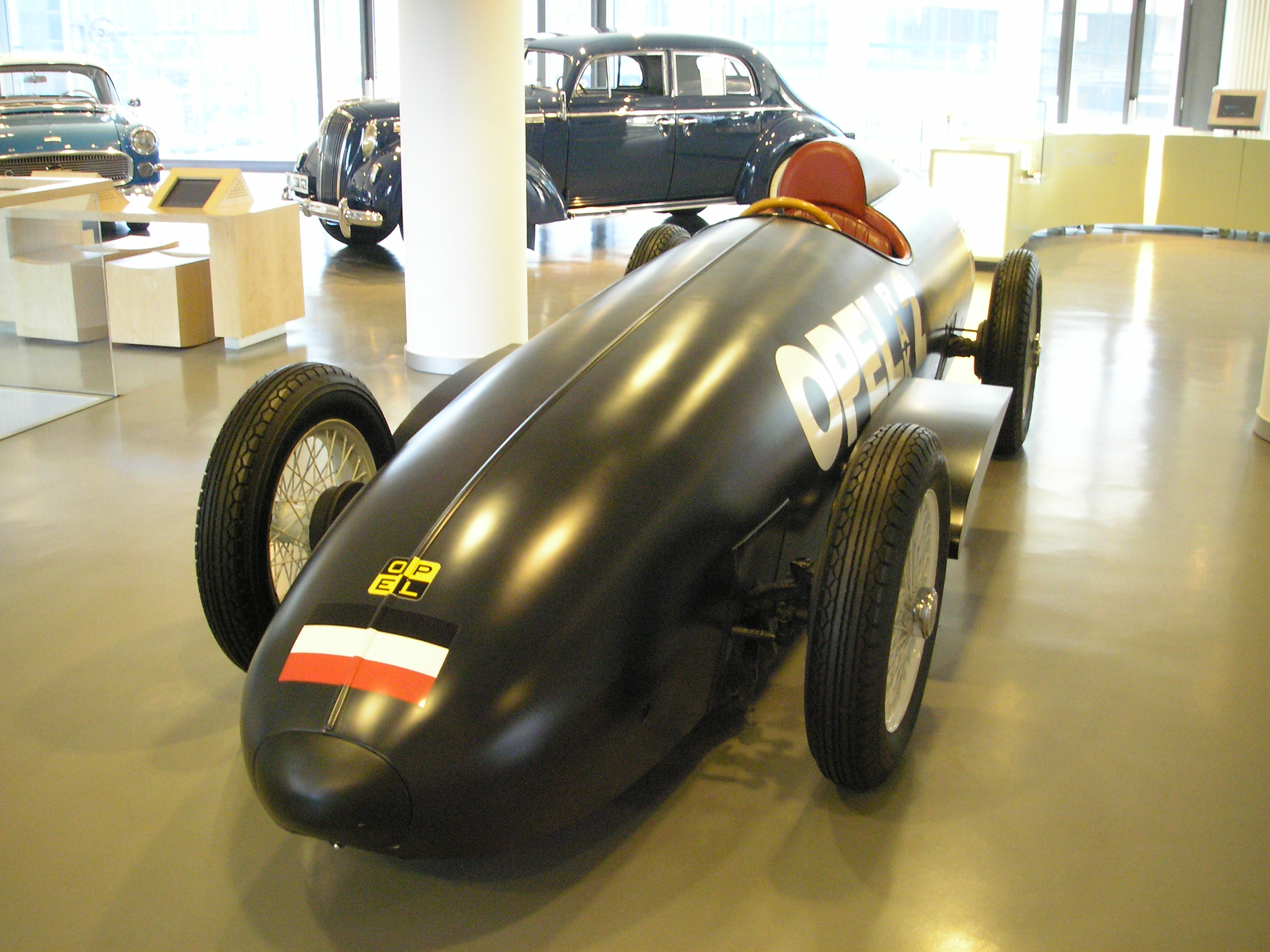
Opel RAK2 im Opel-Zentrum Berlin – Front
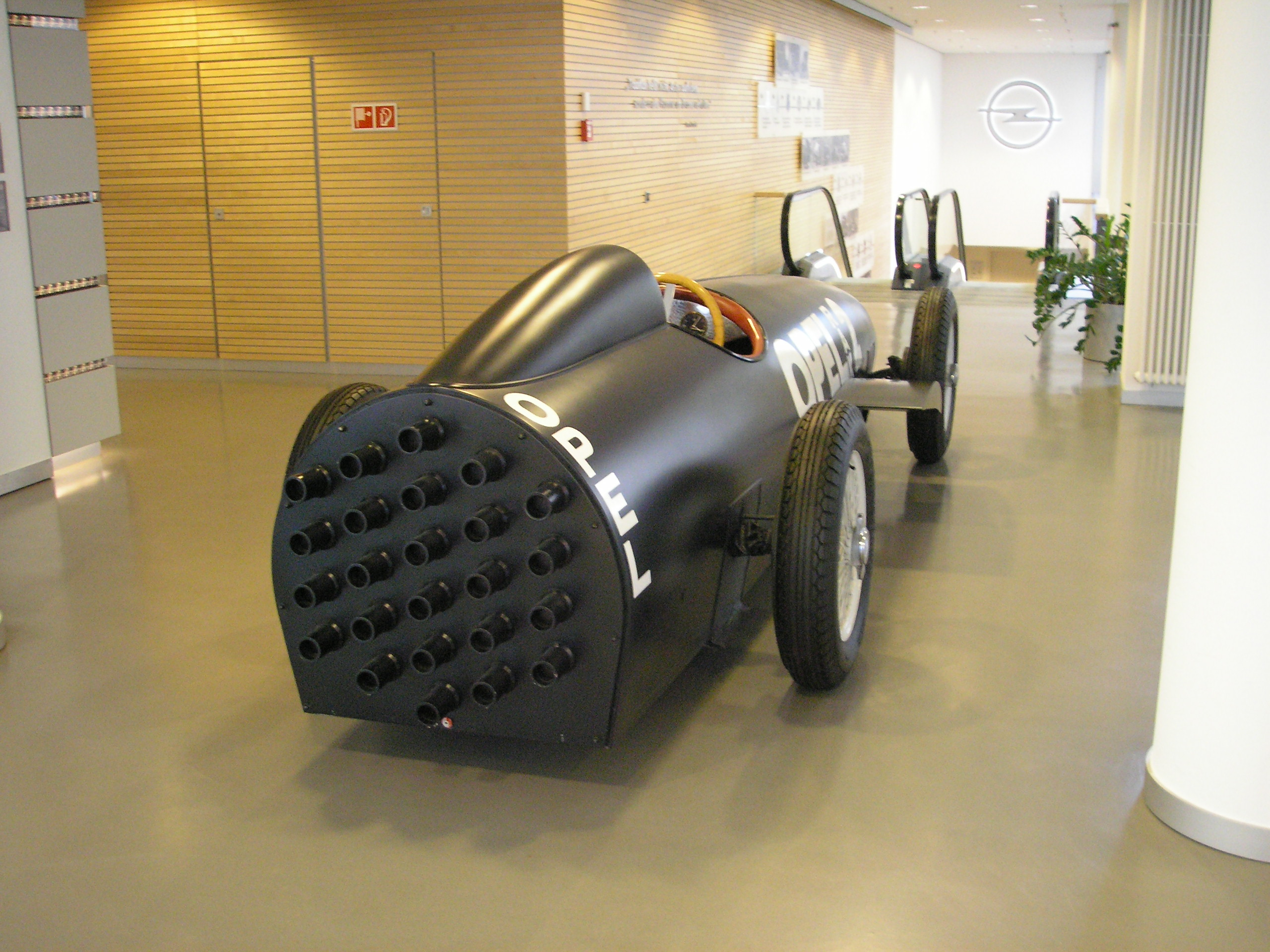
Opel RAK2 im Opel-Zentrum Berlin – Heck
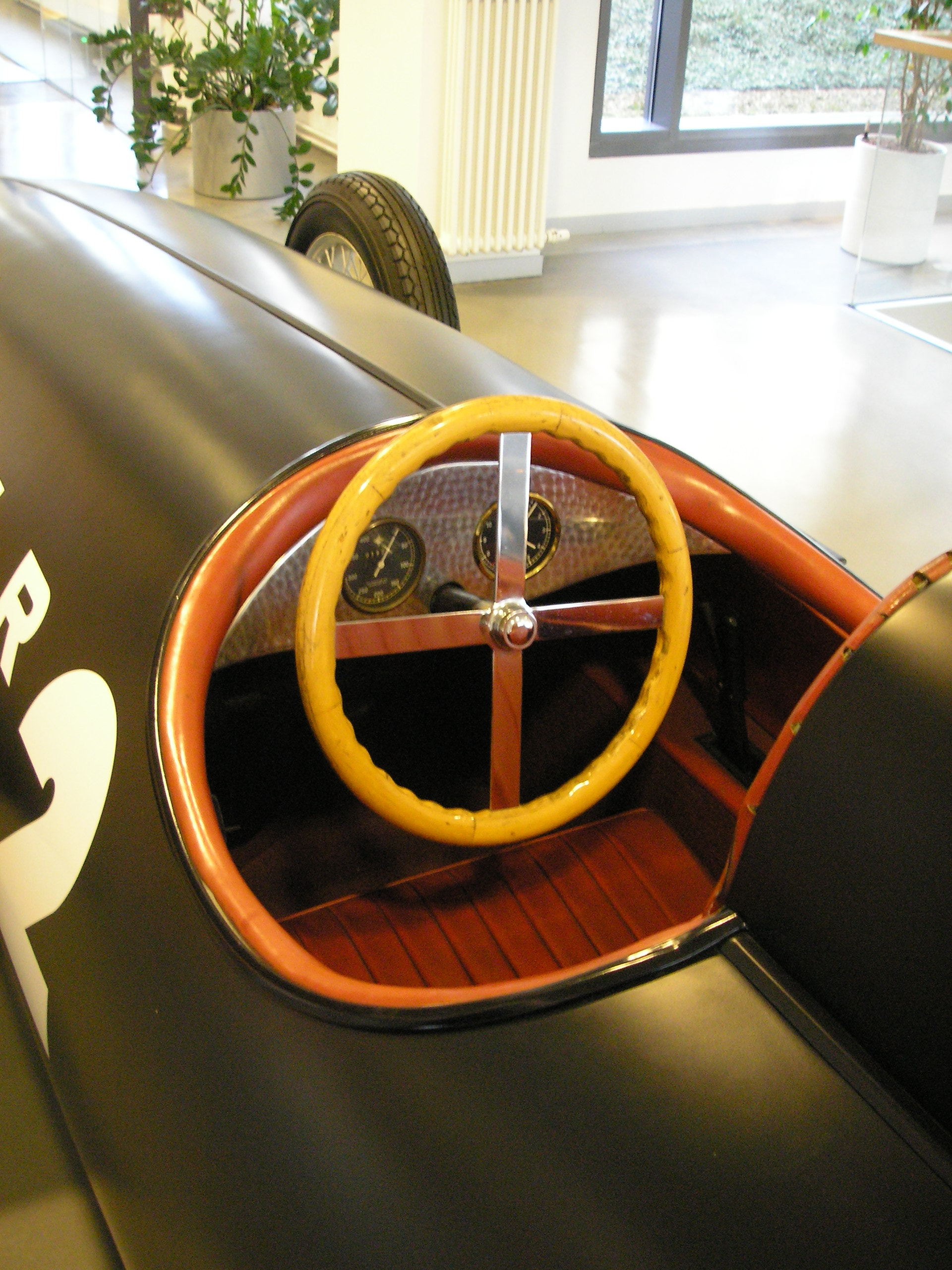
Opel RAK2 im Opel-Zentrum Berlin – Cockpit

## Sonstiges
Der deutsche Film Weltraumschiff I startet (Eine technische Fantasie) von 1937 enthält kurze Sequenzen verschiedener RAK-Fahrzeuge: 
- 11 Sekunden (bei ca. 04:47) das Verkabeln der Raketen an einem Opel RAK2
- 2 Sekunden (bei ungefähr 04:58): Max Valier sitzt in einem RAK2-Auto mit der Aufschrift "RÜCKSTOSS VERSUCHS WAGEN"
- 2 Sekunden (bei ca. 05:00) Fritz von Opel im RAK2
- 11 Sekunden (bei ungefähr 05:06): Fritz von Opel fährt mit RAK2 am 23. Mai 1928 auf der Avus-Strecke in Berlin
- 2 Sekunden (bei  etwa 05:14) Sander-Opel RAK3 Raketen-Schienenfahrzeug am 23. Juni 1928
- 19 Sekunden (ca. 05:16 bis 05:35) Opel-Sander RAK.1 Raketensegelflugzeug im September 1928, Vorbereitung und Start[2]